# Xã Big Creek, Quận White, Indiana
Xã Big Creek (tiếng Anh: Big Creek Township) là một xã thuộc quận White, tiểu bang Indiana, Hoa Kỳ. Năm 2010, dân số của xã này là 819 người.